# Manuel Gibert Sans

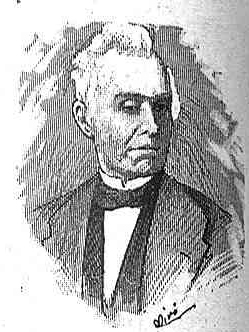
Retrato de Manuel Gibert en La Esquella de la Torratxa

Manuel Gibert Sans (Barcelona, 1795-ibídem, 1873) fue un militar, empresario y político español.

## Biografía
Era nieto del notario de Barcelona Vicente Gibert, autor del «arte del notario». Estudió la carrera militar y se alistó en el ejército contra Napoleón Bonaparte. Gilbert Sans hizo los estudios de derecho en la facultad de Cervera, ejerciendo su carrera como abogado en 1819. En 1821 contrajo matrimonio con María Ángeles Olivas, hija del médico del ejército Miguel Olivas.
Con sus conocimientos militares y legales, fue elegido capitán de la compañía de voluntarios para contener las bullangas que azotaban la ciudad de Barcelona. Fue el líder político del partido de los moderados, llegando a ser gobernador civil de Barcelona en 1847 y diputado de las cortes generales en 1868.
En 1845, siendo presidente de la Sociedad del Liceo Filarmónico Dramático que tenía su teatrillo y las enseñanzas de música y declamación en el convento de monjas de Montesión,  consiguió con la cooperación eficaz de su amigo Joaquim de Gispert trasladar aquel instituto y su teatro, que había servido para sufragar los gastos militares de la compañía, en el actual Gran Teatro del Liceo, redactando el Reglamento del Liceo que fue aprobado por unanimidad, siendo presidente del mismo durante muchos años.
Fue presidente durante veinte años del primer ferrocarril del estado entre Barcelona a Mataró; una vez esta línea ya esta puesta en funcionamiento, fue instado por uno de los miembros de la misma José Bosch y Mustich, para acabar con la discordia y desacuerdo que existía en la junta.
También fue en 1832 que compró los terrenos de la plaza de Cataluña siguiendo por el paseo de gracia hasta la gran vía. Fue además uno de los precursores en el derribo de las murallas de Barcelona que tanto necesitaba la ciudad, poniendo la primera piedra del Ensanche en la que fue su casa en la plaza Cataluña.
Le fue otorgado el título de marqués por la reina Isabel II que rechazó.
- Datos: Q16598345
- Multimedia: Manuel Gibert Sans / Q16598345